# Gunnar Staalesen
Gunnar Staalesen (ur. 19 października 1947 w Bergen) – norweski pisarz, autor powieści kryminalnych, pracownik teatru w Bergen.

## Życiorys
Staalesen studiował języki angielski i francuski oraz literaturoznawstwo. Od 1970 r. pisze powieści kryminalne. Spośród książek Saalesena największą popularność zyskała seria, w której pojawia się prywatny detektyw Varg Veum, stylistycznie nawiązująca do klasycznych powieści kryminalnych Raymonda Chandlera i Rossa Macdonalda. Powieści Staalesena stały się kanwą kilku filmów.
Na język polski przełożone zostały powieści Tornerose sov i hundre år, jako Mord w Bergen, przekł. Adam Wysocki, Poznań 1993, Dødens drabanter, jako Wokół śmierci, przekł. Maria Sibińska, Gdańsk 2009 oraz Kalde hjerter jako Zimne serca, przekł. Agata Beszczyńska, Gdańsk 2010.

## Nagrody i wyróżnienia
- 1975: „Nagroda Rivertona” za powieść Rygg i rand, to i span
- 1990: „Nagroda im. Palle Rosenkrantza” za powieść Faldne engler
- 2002: „Nagroda Rivertona” za powieść Som i et speil

## Książki
- 1970 – Uskyldstider
- 1972 – Fortellingen om Barbara
- 1975 – Rygg i rand, to i spann
- 1976 – Mannen som hatet julenisser
- 1977 – Bukken til havresekken (Tom I o Vargu Veumie)
- 1979 – Din, til døden (Tom II)
- 1980 – Tornerose sov i hundre år (Tom III, wyd. pol. pt. Mord w Bergen, 1993)
- 1981 – Kvinnen i kjøleskapet (Tom IV)
- 1983 – I mørket er alle ulver grå (Tom V)
- 1985 – Hekseringen (Tom VI)
- 1988 – Svarte får (Tom VII)
- 1989 – Falne engler (Tom VIII)
- 1990 – Vikingskatten
- 1991 – Bitre blomster (Tom IX)
- 1993 – Varg Veums Bergen – En annerledes Bergensguide
- 1993 – Dødelig Madonna
- 1993 – Begravde hunder biter ikke (Tom X)
- 1995 – Skriften på veggen (Tom XI)
- 1996 – Amalie Skrams verden
- 1996 – De døde har det godt (Tom XII)
- 1997 – 1900. Morgenrød
- 1998 – 1950. High Noon
- 2000 – 1999. Aftensang
- 2002 – Som i et speil (Tom XIII)
- 2004 – Ansikt til ansikt (Tom XIV)
- 2006 – Dødens drabanter (Tom XV, wyd. pol. pt. Wokół śmierci, 2009)
- 2008 – Kalde hjerter (Tom XVI, wyd. pol. pt. Zimne serca, 2010)
- 2009 – Den tredje døde
- 2010 – Vi skal arve vinden (Tom XVII)
- 2012 – Der hvor roser aldri dør (Tom XVIII)
- 2014 – Ingen er så trygg i fare (Tom XIX)